# Ivo Sanader
Ivica Sanader, dit Ivo, né le 8 juin 1953 à Split, est un homme politique croate.
Élu président de l'Union démocratique croate (HDZ) du nationaliste Franjo Tuđman en 2000, il parvient à ramener la formation au pouvoir en 2003, devenant Premier ministre du pays. Il l'emporte à nouveau aux élections législatives de 2007 et se voit reconduit à la tête d'une coalition gouvernementale de centre droit. Il démissionne en 2009.
Il est placé en état d'arrestation pour corruption en 2010. Il est condamné à quatre ans et demi de prison en 2017, reconnu coupable de s’être laissé soudoyé pour deux millions d'euros de pots-de-vin.

## Éléments personnels

### Formation académique
Il est titulaire d'un doctorat ès lettres en littérature comparée et langues romanes, qu'il a obtenu à la faculté des lettres de l'université d’Innsbruck (Autriche) en 1982. Son mémoire de diplôme portait sur l'œuvre de Jean Anouilh.

### Carrière professionnelle
Il entre dans la vie professionnelle comme éditeur et directeur éditorial dans l'entreprise Logos à Split (1983-1987). Il part ensuite fonder sa propre société à Innsbruck (Autriche) où il réside de 1987 à 1991. Il est rédacteur de la revue Mogućnosti de 1987 à 1990. En 1990, il fonde la section locale de l'Union démocratique croate dans le Tyrol. Son engagement politique et l'indépendance de la Croatie vont accélérer sa carrière professionnelle. Il exerce, de 1991 à 1992, la fonction de directeur du Théâtre national de Split.

### Vie privée
Il est marié et a deux enfants. Il parle l'allemand, l'anglais, le français et l'italien.

## Carrière politique

### Premières responsabilités
Un an après son retour en Croatie, Ivo Sanader est élu député, en 1992, au Parlement croate. Il entre immédiatement au Quatrième gouvernement de Croatie, d'abord comme Ministre de la recherche et de la technologie (1992-1993), puis comme Vice-ministre des affaires étrangères (1993-1995). De 1995 à 1996, il est directeur de cabinet du président de la République et secrétaire général du Conseil de défense et de sécurité nationale. Cette carrière politique très rapide atteste de ses relations privilégiées avec le président de la République de l'époque, Franjo Tuđman. Sanader est à nouveau vice-ministre des Affaires étrangères de 1996 à 2000.

### Chef de l'opposition
Élu député au Sabor en 2000, il reste au Parlement comme membre de l'opposition du fait de la défaite politique de son parti, le HDZ ; il a la fonction de vice-président de la Commission des Affaires étrangères du Parlement. La même année, il est élu président de l'Union démocratique croate (HDZ) au 5e congrès national du parti ; il sera réélu à cette fonction par la suite. Le 11 février 2001, il participa à Split à un grand rassemblement de 100 000 personnes pour soutenir Mirko Norac, général croate accusé de crimes de guerre par le Tribunal pénal international pour l'ex-Yougoslavie. Il y fit un discours défendant Norac et réclama au gouvernement son retour. Les contestataires lancèrent un appel ayant pour but de renverser le gouvernement d'Ivica Račan (dit le « gouvernement de marionnettes »), qu'ils accusèrent de trahir et d’outrager la guerre d’indépendance croate. Des slogans comme « Cigane Mesiću » (Mesić tzigane) furent aussi chantés.

### Premier ministre
À la suite de la victoire de l'alliance formée autour du HDZ, aux élections parlementaires du 23 novembre 2003, Ivo Sanader est immédiatement nommé Premier ministre. Il réussit à obtenir pour la Croatie le statut de pays candidat à l'Union européenne (17 juin 2004), mais le début des négociations d'adhésion est retardé de plus d'un an du fait de la coopération insuffisante de la Croatie avec le Tribunal pénal international pour l'ex-Yougoslavie concernant l'arrestation du général Ante Gotovina. Les pressions de l'Union européenne l'obligent à revoir sa politique favorable aux ultra-nationalistes.
À la suite des élections parlementaires croates de 2007, Ivo Sanader forme un gouvernement de coalition avec le Parti paysan croate (HSS), le Parti social-libéral croate (HSLS) et le Parti démocratique indépendant serbe. 

### Démission surprise et expulsion du HDZ
Le 1er juillet 2009, il annonce qu'il quitte son poste de Premier ministre et de président du HDZ,. 
Le 3 janvier 2010, après le premier tour de l'élection présidentielle croate de 2009-2010, contrairement à ce qu'il avait déclaré en juillet 2009, il annonce son retour en politique. Il déclare que le HDZ est « un parti gagnant et non un parti qui gagne 12 % des voix lors d'une élection ». Le 4 janvier, à la suite d'une réunion d'une journée du bureau national du HDZ, Sanader est exclu du parti par 16 voix contre 3 (Luka Bebić, Mario Zubović et Damir Polančec) et deux blancs (Bianca Matković et Petar Selem).

## Affaires

### Soupçons
Ivo Sanader est impliqué dans plusieurs affaires de corruption et de détournement de fonds publics, pour un montant total d'environ six millions d'euros.
La principale affaire qui lui est reprochée est sa collection de montres-bracelets. Il possèderait une collection de montres d'une valeur de plus de 150 000 €. L'ancien ministre de la Justice de son gouvernement, Vesna Skare-Ozbolt, déclarera qu'il n'a pas fait état de cette collection de montres-bracelets à son actif.
Nacional, un hebdomadaire politique indépendant, publie un rapport d'enquête sur Sanader qui montre qu'il détenait une partie de deux entreprises en faillite en Autriche, et qu'il a reçu des pots-de-vin en 1995 et 1996 d'un montant de 800 000 DEM.
Sanader est également accusé par Ivan Drmić, un ancien membre de l'Union démocratique croate, d'avoir manipulé l'élection présidentielle au cinquième congrès de l'Union démocratique croate. Le porte-parole de l'Union démocratique croate, Maček Ratko, dit que de telles accusations « appartiennent à l'anthologie de la stupidité politique. »
En juillet 2006, son nom est cité dans l'« affaire de Vérone », accusé par l'opposition au parlement croate pour sa fixation du prix de vente de la société pharmaceutique Pliva à Barr Pharmaceuticals (en) aux États-Unis. De telles accusations n'ont jamais été prouvées.
Il lui est aussi reproché d'avoir monté une société fictive de recette publicitaire qui reçoit des millions d'euros de fonds de sociétés privées et de l'État et qui sont en fait destinés à financer son parti mais qui bénéficient aussi à des particuliers.

### Procès
Le 9 décembre 2010, le Parlement croate lève son immunité parlementaire à la demande du parquet qui veut l'incarcérer, mais il avait quitté le pays pour la Slovénie quelques heures plus tôt. Le jour suivant la police croate publie un mandat d’arrêt pour corruption. Il est arrêté le 10 décembre à Salzbourg en Autriche. Dans l’attente d'une décision sur une éventuelle extradition vers la Croatie, sa détention provisoire est prolongée le 8 mars 2011 pour deux mois supplémentaires, car les autorités autrichiennes craignent qu'il ne prenne la fuite.
En juillet 2011, il est extradé vers la Croatie
En décembre 2011, il est à nouveau inculpé par le Bureau national croate de lutte contre la corruption (Uskok) pour le financement illégal de son parti, l’Union démocratique croate (HDZ). Près de dix millions d'euros auraient été détournés par le HDZ à travers l'agence Fimi Media.

## Œuvres
- (hr) Marko Marulić - latinski i hrvatski pisac : međunarodni znanstveni skup u povodu 460. obljetnice smrti Marka Marulića 1524-1984, Split, Književni krug, 1984, 162 p. (ISBN 953-163-236-7)
- (hr) I ružičasto je crno : nazor o svijetu u kazališnom djelu Jeana Anouilha, Split, Književni krug, 1988, 136 p. (ISBN 86-7397-007-5)
- (hr) Fenomen parfema : germanističke rasprave, eseji, osvrti, Rijeka, Izdavački centar Rijeka, 1989, 127 p. (ISBN 86-7071-052-8)
- En ces temps du terrible : Anthologie de la poésie croate de guerre [« U ovom strašnom času »], Écrits des Forges, Trois-Rivières, 1996, 140 p., Souple (ISBN 978-2-89046-388-2)
- (hr) Hrvatska u međunarodnim odnosima : 1990-2000, Zagreb, Golden marketing, 2000, 284 p. (ISBN 953-212-029-7)